# Коломан II Асен
Коломан II Асен или Калиман II Асен (буг. Калиман II Асен) је био бугарски цар 1256. године.

## Биографија
Година рођења Коломана није позната. Коломан је био син севастократора Александра, млађег брата Јована Асена II. Име његове мајке је непознато. Постоје претпоставке да је то била српска принцеза, али се оне заснивају на погрешној идентификацији Коломана са севастократором Калојаном који је још увек био жив 1258/9. године. Коломан је 1256. године убио свога рођака, Михаила Асена I, током лова у околини Трнова, након чега је узурпирао престо. Оженио се удовицом Михаила Асена, неименованом кћери Ростислава Михаиловића, угарског мачванског бана, пребеглог руског племића. Коломан није успео да се одржи на престолу. Ростислав је из Београда напредовао ка Трнову, а Коломан је напустио престоницу. Ростислав се вратио кући са својом ћерком остављајући бугарску круну Мицу Асену, своме зету. Коломан је убијен исте године након што га је напустила већина присталица.